# Selaginella vardei
Selaginella vardei är en mosslummerväxtart som beskrevs av H. Lév.. Selaginella vardei ingår i släktet mosslumrar, och familjen mosslummerväxter. Inga underarter finns listade i Catalogue of Life.